# Bennett Aircraft Company
Bennett Aircraft Company était un éphémère constructeur aéronautique américain, disparu en 1940, mais dont les activités sont à l'origine de la société Globe Aircraft Company (en).
Au milieu des années 1920 F.C. ‘Bub’ Merrill entreprit la conception d’un avion en Duraloïd. Il s’agissait en fait de contreplaqué imprégné de bakélite. Ce matériau, réputé résistant aux intempéries, aux fongicides et au feu, pouvait être mis en forme sous pression à haute température selon un procédé inventé par le Dr. Robert Nebesar.
À la recherche d’un investisseur il contacta, entre autres, Franck Bennett, homme d’affaires texan et président de plusieurs compagnies pétrolières. Fin 1935 Merrill et Bennett fondèrent Bennett Aircraft Company et lancèrent le développement d’un bimoteur de transport léger à aile médiane et train classique escamotable pour 8 passagers, le Bennett BTC-1 Executive.
Installée North Side Station, à Fort Worth, Texas, Bennett Aircraft dépensa quelque 100 000 dollars pour faire construire et certifier son bimoteur, sans jamais disposer d’une usine ou d'une commande. Tandis que ‘Bub’ Merrill organisait des présentations de son bimoteur à travers les États-Unis, un autre texan, John Clay Kennedy, qui avait fait fortune dans les produits vétérinaires, cherchait le meilleur moyen de réinvestir son argent. Le 9 avril 1940 Franck Bennett, John C. Kennedy et H.E. Brants, propriétaire d’un important cabinet d’assurances de Fort Worth, fondaient la Bennett Aircraft Corporation. John Clay Kennedy recruta du personnel auprès de divers constructeurs américains et fit construire une usine à l’emplacement de ses écuries au croisement de Blue Mount et de Watauga road, au nord de Fort Worth, mais faute de pouvoir présenter des références de production, Bennett Aircraft se trouva de fait exclue des marchés de l'armée américaine. L’entreprise n’eut pas d’autres choix que de déposer le bilan début 1940.
Fin 1940 John Clay Kennedy, devenu propriétaire unique, fondait Globe Aircraft Company (en).

## Sources
1. 1 2 3 4  Fred Maupin